# Marten Franke
Marten Franke (* 13. September 1995 in Minden) ist ein deutscher Handball- und Beachhandballspieler, der aktuell für die SG LIT 1912 aufläuft. Er wird vornehmlich auf der Rechtsaußen-Position eingesetzt.
Er ist nicht mit dem gleichnamigen Beachhandball-Nationaltrainer des Deutschen Handballbunds zu verwechseln.

## Karriere

### Hallenhandball
Vom TuS Lahde-Quetzen wechselte Franke 2008 in die C-Jugend von GWD Minden, wo er später unter anderem in der A-Jugend-Bundesliga und für die zweite Mannschaft in der 3. Liga spielte.
Ab Dezember 2014 war er außerdem per Zweitspielrecht für den Zweitligisten VfL Bad Schwartau aktiv, zu dem er zur Saison 2015/16 komplett wechselte. Im Dezember 2016 schloss er sich dem TV Emsdetten an. Ab der Saison 2018/19 spielte er für den ASV Hamm-Westfalen. Im Sommer 2021 wechselte er zur SG LIT 1912.

### Beachhandball
Seit 2013 spielt Franke für den Mindener Verein Havana Beach Club und gehörte auch dem Kader der deutschen Beachhandball-Nationalmannschaft für die Europameisterschaft 2015 in Lloret de Mar (Spanien) an. Bei dem Turnier erlitt er einen doppelten Kreuzbandriss.